# Веллингк, Мауриц
Барон, затем (1711) граф Мауриц Веллинг(к) (швед. Mauritz Vellingk; 31 октября 1651, Ям, Шведская Ингерманландия — 10 июля 1727, Мьёльбю, Vifolka) — шведский военный и политический деятель, дипломат; брат генерала Отто Веллингка.

## Биография
Родился 31 октября 1651 года в ингерманландском городе Ям в семье полковника Отто Веллинга и его жены Кристина Маннершёльд.
В начале датско-шведской войны 1675—1679 годов Веллингк служил капитаном в лейб-полку королевы Хедвиги Элеоноры, выдвинутом к норвежской границе. Вскоре он отправился добровольцем в шведскую армию в Сконе, где был зачислен в вербованный полк своего брата. В сражении при Лунде был легко ранен.
В 1676 году его вместе со его старшим братом пожаловали титулом барона, а ещё двумя годами позже он был назначен полковником Карельского полка.
В 1680—1682 годах служил шведским посланником в Копенгагене, а в 1683 году его в этом же качестве отправили к люнебургскому двору.
В 1687 году он был назначен полковником немецкого вербованного полка в Штаде и тамошним обер-комендантом. Несколько лет он был занят улаживанием отношений между Данией и Гольштейн-Готторпами.
После смерти Карла XI в 1697 году Веллингк был произведён в чин генерал-майора, а годом позже получил звание генерал-лейтенанта и тогда же был отправлен посланником к польскому королю Августу II. Король сумел, однако, скрыть свои планы от шведского дипломата, и они стали ясны лишь после того, как он осадил Ригу, вступив тем самым в начавшуюся Северную войну.

В 1700 году Веллингка отозвали и вновь назначили на пост обер-коменданта Штаде, который он занимал на протяжении последующих десяти лет. Однако после того как первый министр Карл Пипер, не испытывавший к нему доверия, попал под Полтавой в плен, для него открылись новые возможности. В 1710 году он был произведён в генералы и назначен губернатором Висмара, а вскоре также королевским советником, генерал-губернатором Бремена-Вердена и командующим шведской армией в Германии. 

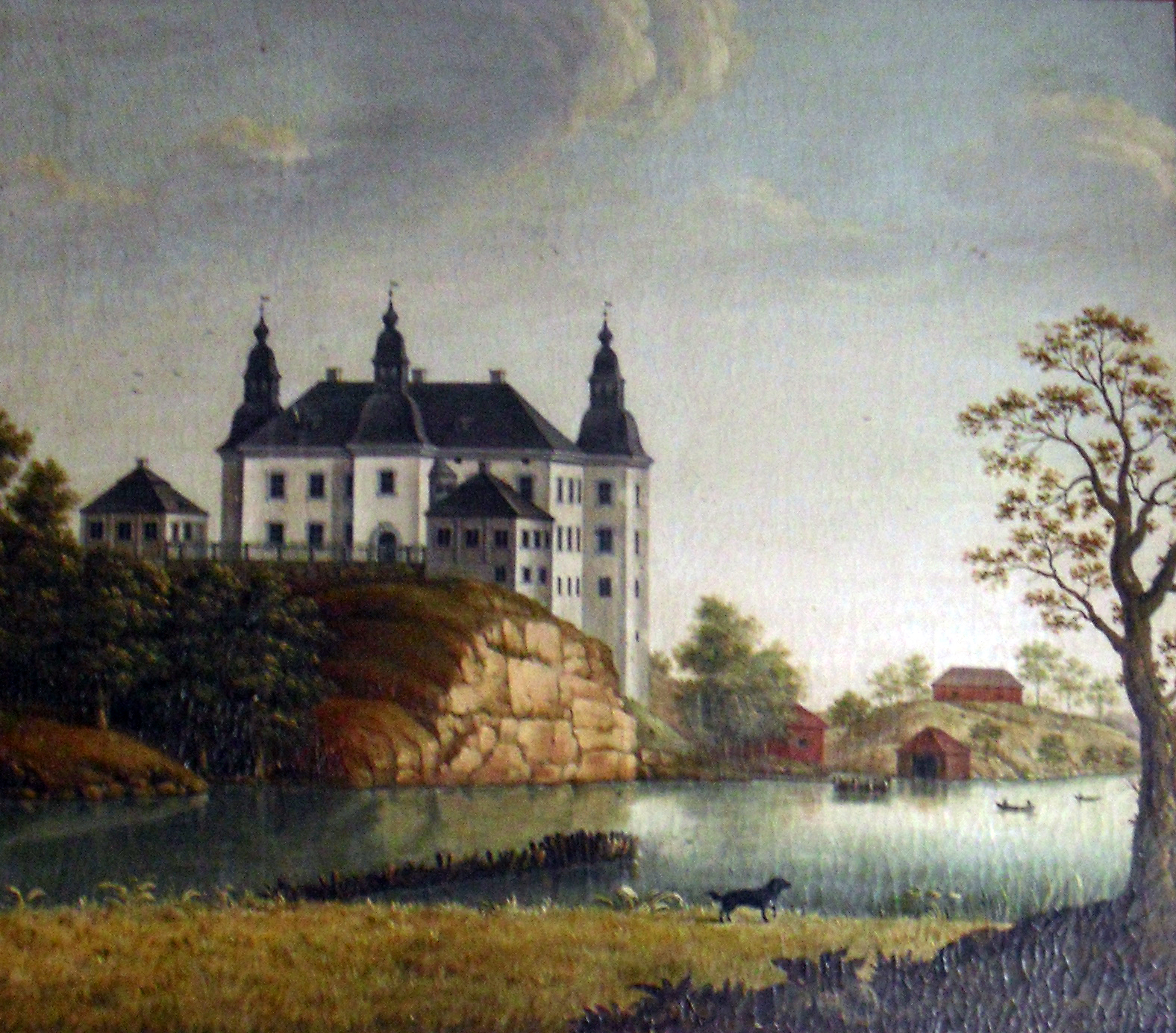
Имение графа Веллинга в Экенасе

В 1711 году Веллингк был пожалован графским титулом и получил полномочия на ведение практически всех важных для Швеции дел в Германии. Однако два года спустя он вновь оказался в немилости и ему пришлось то через одно, то через другое доверенное лицо короля добиваться у оного расположения. При новом короле Фредрике I он стал играть значительную роль в планах двора, в частности, именно он занимался тайным займом в Пруссии, который предполагалось направить на расширение ограниченной после смерти Карла XII королевской власти. Когда же Веллингк, ратовавший за назначение наследником престола гольштинского герцога, воспротивился желанию короля и Арвида Горна присоединиться к Ганноверскому союзу, Фредрик I на риксдаге 1726 года передал письмо Веллингка, касавшееся переговоров о прусском займе, в Секретный комитет, вследствие чего тот был арестован, и специально составленная для того комиссия присудила его к лишению «жизни, чести и имущества». После различного рода торговли, прошений и угроз Веллингк добился изменения наказания. Теперь его герб должен был быть удалён из Рыцарского собрания, сам он лишался поста члена риксрода и пожизненно заключался в Линчёпингский замок. По дороге к месту заключения Веллингк заболел и 10 июля 1727 года умер на гостином дворе в эстеръётландском Мьёльбю.
Почти все современники Веллингка описывали его как крайне беспокойного и корыстолюбивого властолюбца.

## Семья
Веллингк был дважды женат: первым браком на баронессе Эббе Маргарете Банер (1685), вторым — на Иоганне Елизавете Ротлиб.